# Peugeot Type 14
La Peugeot Type 14 est un modèle d'automobile produit par le constructeur français Peugeot en 1897.